# Ust'-Janskij ulus
Lo Ust'-Janskij ulus è un ulus (distretto) della Repubblica Autonoma della Jacuzia-Sacha, nella Russia siberiana orientale; il capoluogo è l'insediamento di Deputatskij.
Confina con gli ulus Abyjskij e Allaichovskij ad oriente, Verchojanskij e Momskij a sud, Bulunskij ad occidente; a nordovest si affaccia con una lunga linea di costa sul mare di Laptev.
Il territorio dell'ulus si estende nella sezione settentrionale della Repubblica, nel basso bacino del fiume Jana; è prevalentemente pianeggiante, spesso paludoso ed interessato dalla tundra artica.
Oltre al capoluogo, altri centri di qualche rilievo sono Ust'-Kujga e Nižnejansk.